# Боян Милчев
Боян Милчев е български орнитолог.

## Биография
Роден е на 5 юли 1961 г. в Елхово. Завършва висше образование в Биологическия факултет на Софийския университет „Св. Климент Охридски“, специалност „зоология“ през 1986 г. От 1988 до 1991 разработва дисертационния си труд върху птиците на Странджа планина, който защитава в 1991 г. Първоначално работи в Биологическия факултет на Софийския университет като специалист-биолог (1991) и старши асистент (1993). Хабилитира се през 2002 г., когато е избран за доцент. От 2005 г. преминава на работа в Лесотехнически университет (Катедра „Ловно стопанство“). Там е лектор по 6 университетски дисциплини.
Има над 80 научни публикации, повечето от които в чуждестранни списания. Ръководител или участник е в десетки научноизследователски проекти. Отстоява непоколебимите си природозащитни възгледи и има съществен принос в изучаването и опазването на природата на Странджа планина и преди всичко – на нейната орнитофауна. Той проучва птиците и в две други, дотогава неизследвани планини в България – Сакар и Врачанската планина Научните му интереси са предимно в областта на орнитологията (фаунистика, екология), зоологията и екологията на гръбначните (птици, бозайници, влечуги и земноводни) и опазването на природата. Изследванията му върху храната на бухала (Bubo bubo), забулената сова (Tyto alba), горската ушата сова (Asio otus), както и други видове птици (напр. черноглавата чайка (Larus melanocephalus), са сред най-всеобхватните изобщо.
Боян Милчев е съучредител и член на Българско дружество за защита на птиците и на Българско орнитологично дружество.